# Wirtatobelbach
Der Wirtatobelbach oder Rickenbach ist ein fünf Kilometer langer Gebirgsbach und rechter Zufluss zur Bregenzerach im österreichischen Bundesland Vorarlberg. Das Wirtatobel ist der größte Einschnitt an der Südseite des Pfänderstocks und trennt den Höhenrücken Pfänder - Hochberg vom Höhenrücken Geserberg - Hirschberg. Die Mündung liegt in der Bregenzerachschlucht.

## Geographie

### Verlauf

#### Quellbereich und Oberlauf
Die Quelle liegt südlich des Sattels zwischen Fürberg und Hirschberg, etwa 500 m östlich der Parzelle Jungholz. Der Bach bildet von Anfang an ein Tobel, das im Verlauf immer tiefer und breiter wird. Ab ca. Gewässerkilometer 3,1 sind die Hänge steil und felsig. Mehrere Wasserfälle sind über den gesamten Verlauf verteilt, vor allem im Oberlauf.

#### Mittlerer Bereich

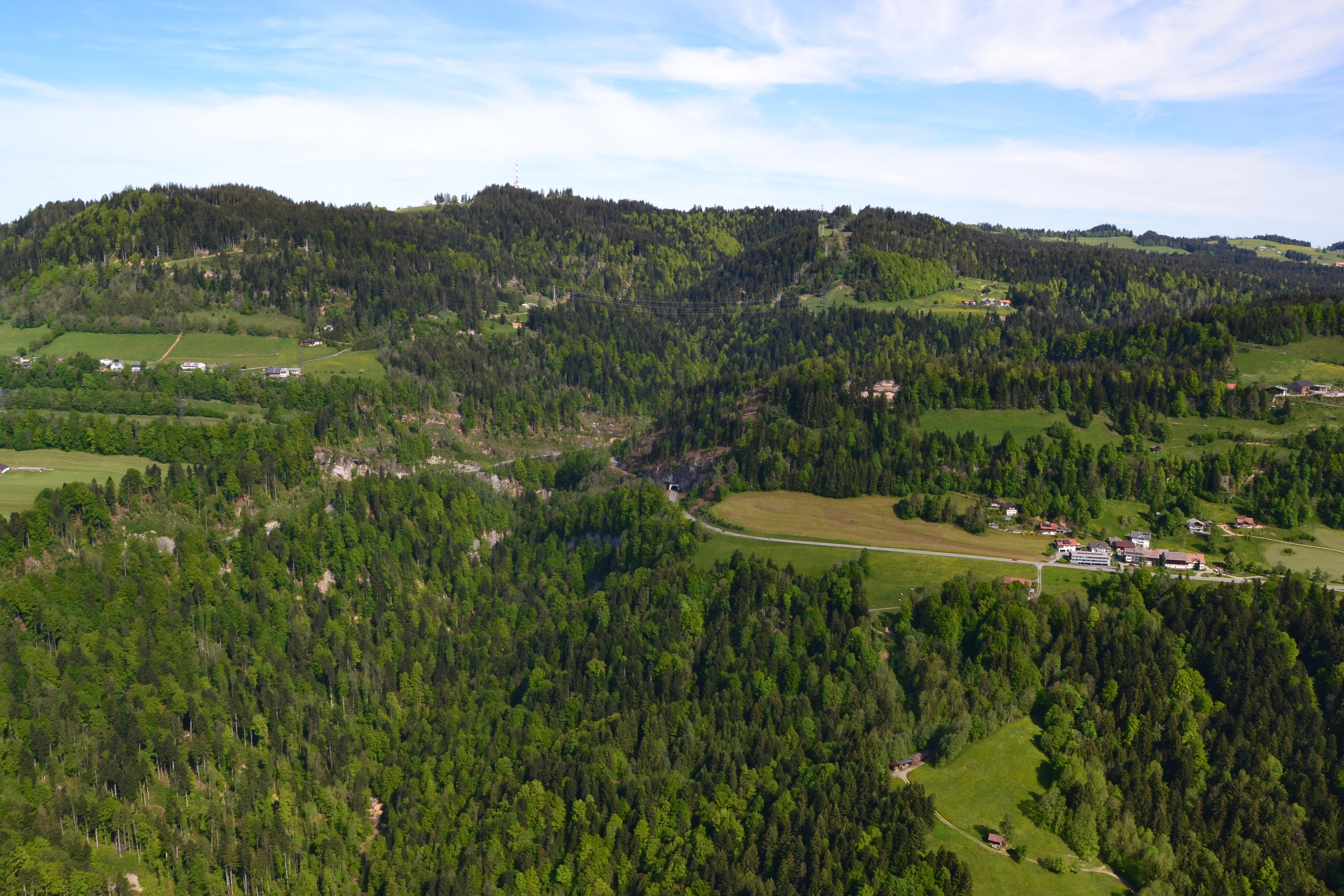
Wirtatobel Schrägluftbild

Bei Gewässerkilometer 1,98 quert die Fluher Straße L12 mit einer Stein-Bogenbrücke den Bach, kurz darauf bei Gewässerkilometer 1,95 quert die Langener Straße L2 mit der Wirtatobelbrücke sowohl den Wirtatobelbach, als auch den Grasreutebach. Das Gelände ist hier so steil und felsig, dass für die L2 ein Tunnel nötig war, der Wirtatobeltunnel. Zwischen Wirtatobelbrücke und Wirtatobeltunnel, bei der Einmündung der Fluher Straße befindet sich die Bushaltestelle Wirtatobel, die gut geeignet ist für Wanderungen ins Wirtatobel. Linksseitig liegt der Stollen des ehemaligen Kohlebergwerks.

#### Unterlauf
Bachabwärts ist das Tobel vollkommen unzugänglich. Bei der Mündung quert die ehemalige Trasse der Bregenzerwaldbahn den Bach mit einer verfallenden Stahlbrücke. Dort befindet sich auch der verfallende Rickenbachtunnel.

### Zuflüsse
Benannte Zuflüsse laut Vorarlberg Atlas sind folgende Gewässer:
| Name                | bei Gewässer-Kilometer | von    | Länge in km |
| ------------------- | ---------------------- | ------ | ----------- |
| Tieftobelbach       | 4,2                    | links  | 1,1         |
| Hirschbergtobelbach | 4,1                    | links  | 1,5         |
| Moosgraben          | 3,8                    | rechts | 1,6         |
| Ringelbergtobelbach | 3,0                    | rechts | 0,4         |
| Dörlislochgraben    | 2,6                    | links  | 0,5         |
| Grasreutebach       | 1,9                    | rechts | 1,4         |
| Stefanslochergraben | 0,2                    | links  | 0,8         |

Zusätzlich gibt zahlreiche unbenannte Zuflüsse von links und rechts.

## Naturschutz
Der Wirtatobelbach ist sehr naturnahe und über viele Strecken unzugänglich. Im Oberlauf grenzt der Bach an das Naturschutzgebiet Hirschberg, im Unterlauf fließt er kurz durch das Europaschutzgebiet Bregenzerachschlucht. Unterhalb der Langener Straße liegt das Biotop Nr. 20716 Wirtatobel und umfasst die gesamt Schlucht.

## Wirtschaft und Verkehr

### Ehemaliger Bergbau
Im Wirtatobel wurde mit Unterbrechungen bis 1948 Braunkohle abgebaut. Die Arbeit im Stollen war sehr gefährlich und extrem hart. Erst wurde die Kohle mühsam mit Fuhrwerken über die Fluh abtransportiert, später, nach dem Bau der Wälderbahn gab es eine Seilbahn hinunter zur Bahn. Die Verladestation an der Wälderbahntrasse ist als Ruine im Wald noch heute erkennbar.

### Straßen
Die Wirtatobelstraße ist ein Güterweg nur für Berechtigte, der von der Gemeinde Eichenberg erhalten wird. Er führt von der Parzelle Jungholz vorbei an der Quelle des Wirtatobelbach, dann parallel zum Bach hinunter bis zur Fluher Straße L12, kurz vor deren Einmündung in die Langener Straße L2. Der Weg quert fünfmal den Bach.